# Ron van den Berg
Ron van den Berg (Rotterdam, 15 augustus 1960) is een voormalig Nederlands voetballer die tussen 1980 en 1996 als prof actief was. Het grootste deel van zijn loopbaan speelde bij voor Sparta Rotterdam. Tussen 1985 en 1987 kwam hij uit voor FC Groningen en aan het einde van zijn loopbaan speelde hij nog een aantal wedstrijden voor Excelsior. Van den Berg was een linksbenige middenvelder. Na zijn actieve voetballoopbaan was hij enige tijd werkzaam bij Sparta als assistent van toenmalig trainer Frank Rijkaard. In 2012 was hij coach bij ARC in Alphen aan den Rijn. Na dit seizoen werd hij met onmiddellijk non actief gezet door bestuur. Hij werkt in Rotterdam bij een cargadoorsbedrijf en woont in Kralingen.

## Clubstatistieken
| Seizoen | Club             | Duels | Goals | Competitie     |
| ------- | ---------------- | ----- | ----- | -------------- |
| 1980/81 | Sparta Rotterdam | 6     | 0     | Eredivisie     |
| 1981/82 | Sparta Rotterdam | 17    | 0     | Eredivisie     |
| 1982/83 | Sparta Rotterdam | 34    | 4     | Eredivisie     |
| 1983/84 | Sparta Rotterdam | 34    | 9     | Eredivisie     |
| 1984/85 | Sparta Rotterdam | 32    | 9     | Eredivisie     |
| 1985/86 | FC Groningen     | 34    | 4     | Eredivisie     |
| 1986/87 | FC Groningen     | 24    | 1     | Eredivisie     |
| 1987/88 | Sparta Rotterdam | 31    | 3     | Eredivisie     |
| 1988/89 | Sparta Rotterdam | 25    | 5     | Eredivisie     |
| 1989/90 | Sparta Rotterdam | 13    | 1     | Eredivisie     |
| 1990/91 | Sparta Rotterdam | 27    | 0     | Eredivisie     |
| 1991/92 | Sparta Rotterdam | 29    | 5     | Eredivisie     |
| 1992/93 | Sparta Rotterdam | 32    | 11    | Eredivisie     |
| 1993/94 | Sparta Rotterdam | 32    | 6     | Eredivisie     |
| 1994/95 | Sparta Rotterdam | 25    | 5     | Eredivisie     |
| 1995/96 | Excelsior        | 6     | 0     | Eerste divisie |
| TOTAAL  | TOTAAL           | 401   | 59    |                |